# 강현경
강현경은 한국 여성 트랙 사이클리스트이다. 2016 아시아 사이클링 챔피언십에서 팀 추격 부문에서 동메달을 수상했다.

## 참고 문헌
1. ↑  “2016 Asia Cycling Championships: Entries list track cycling women” (PDF). cycling-championships.asi. 2016년 6월 29일에 원본 문서 (PDF)에서 보존된 문서. 2016년 2월 1일에 확인함.